# Eglė Radišauskienė

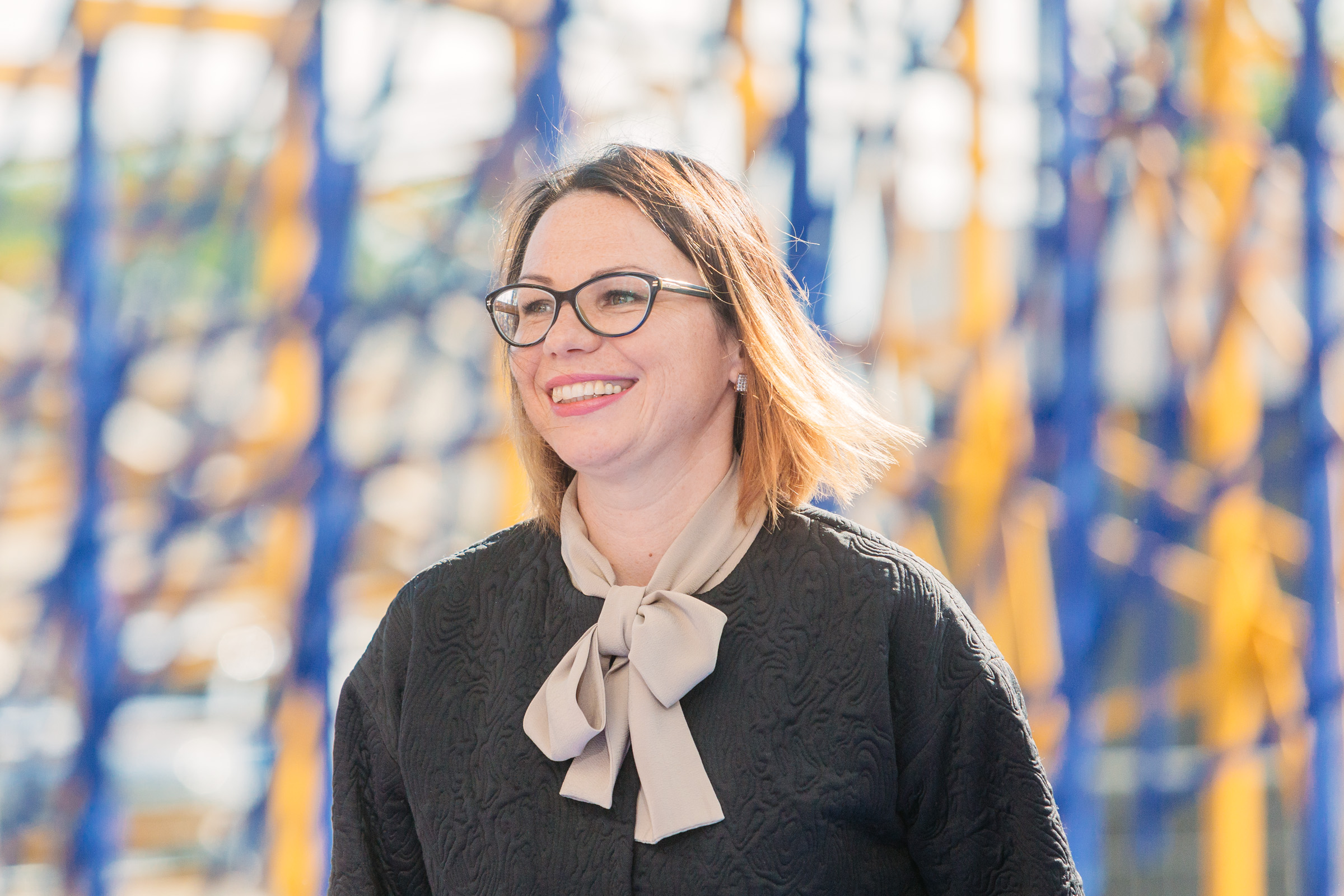
Eglė Radišauskienė (2017)

Eglė Radišauskienė (* 24. September 1974 in Šiauliai) ist eine litauische Verwaltungsjuristin und Politikerin. Aktuell ist die Stellvertreterin des Ministers für Soziales. 

## Leben
Nach dem Abitur absolvierte Eglė Radišauskienė 1996 das Bachelorstudium der englischen Sprache und 2000 das Masterstudium des internationalen Rechts sowie 2008 das Weiterbildungsstudium des Rechts an der Vytauto Didžiojo universitetas in Kaunas. Ab 2003  arbeitete sie als Oberspezialistin in der Rechtsabteilung, Stellvertreterin des Leiters der Unterabteilung Sozialleistungen, Leiterin der Unterabteilung Arbeitsrecht und von 2013 bis 2015 als stellvertretende Direktorin sowie von 2015 bis 2016 als Direktorin des Arbeitsdepartments im Sozialministerium. 
Seit dem 30. Dezember 2016 ist Eglė Radišauskienė litauische Vizeministerin für Soziales, Stellvertreterin des Ministers Linas Kukuraitis im Kabinett Skvernelis.

## Familie
Eglė Radišauskienė ist verheiratet und hat zwei Kinder.